# برنامج ضيوف خادم الحرمين للحج والعمرة
برنامج ضيوف خادم الحرمين الشريفين للحج والعمرة، هو برنامج حكومي سعودي، يستضيف الحجاج والمعتمرين من مختلف دول العالم. تأسس في العام 1417هـ، وتشرف عليه وزارة الشؤون الإسلامية والدعوة والإرشاد في المملكة العربية السعودية، ممثلة بالأمانة العامة للبرنامج.

## الأهداف
يهدف البرنامج إلى تقديم صورة جلية للوعي الإسلامي الوسطي المعتدل، ووقوف المستضافين على جهود خدمة القرآن الكريم والحرمين الشريفين في السعودية، وتسهيل أداء مناسك الحج والعمرة لأعداد كبيرة من المسلمين المؤثرين في مجتمعاتهم والمسلمين الجدد.
كما يهدف إلى بناء علاقة إيجابية مستمرة مع النخب العالمية، وفتح مجالات أوسع للنخب المسلمة للتعاون والتنسيق فيما بينها، وتوثيق الصلات مع الشخصيات الإسلامية ورموز الأقليات الإسلامية في العالم، وتعزيز الأخوة الإسلامية.

## أقسام البرنامج
- برنامج ضيوف خادم الحرمين الشريفين للحج «البرنامج العام».
- برنامج ضيوف خادم الحرمين الشريفين للحجاج «ذوي شهداء فلسطين».
- برنامج ضيوف خادم الحرمين الشريفين «للعمرة والزيارة».

بالإضافة إلى ما تكلف به وزارة الشؤون الإسلامية من استضافات وبرامج أخرى.

## الضيوف
يستهدف البرنامج مديري وأعضاء هيئات التدريس في الجامعات والمعاهد والكليات الإسلامية، والطلاب البارزين في الجامعات، ورؤساء الهيئات الإسلامية والعاملين فيها، والفائزين بجوائز التميز والبحث الإسلامي، بالإضافة إلى أئمة المساجد والخطباء، والفائزين في مسابقات تحفيظ القرآن الكريم والسنة النبوية، والمسلمين الجدد، والكتاب والإعلاميين المساهمين في إيصال رسالة الإسلام.
كما يستهدف الدعاة والشخصيات المؤثرة العاملة في المؤسسات الإسلامية في دول العالم، ورؤساء وقيادات الجمعيات والمراكز الإسلامية المؤثرة في العالم الإسلامي، والمفتين، ونوابهم، والعاملين في مؤسسات دور الإفتاء والإدارات الدينية في الدول الإسلامية وغير الإسلامية، بالإضافة إلى المهتمين بمواجهة الأفكار المنحرفة والمبادئ الهدامة، والشخصيات الإسلامية الفاعلة في المجالات الاقتصادية، والاجتماعية، والثقافية، والرياضية.

## الخدمات
تشمل خدمات البرنامج تأمين تذاكر السفر، واستخراج التأشيرات، وتوفير وسائل النقل الحديثة والمكيفة، والسكن، والوجبات الغذائية والعناية الطبية، كذلك توفير حافلات ترددية من مقر الإقامة إلى المسجد الحرام على مدار الساعة، وبرامج دعوية وعلمية مدعمة بمترجمين بلغات الحجاج. كما يقدم البرنامج لكل ضيف حقيبة مستلزمات، وماء زمزم، ونسخة من المصحف الشريف وتراجم معاني القرآن الكريم.